# Валутен режим
Валутен режим са правилата, в съответствие с които се определя курсът на националната валута към останалите (основно световни) валути.
От възникването на МВФ в Бретън Уудс през 1944 г. светът премина през 4 етапа при формирането на валутните режими.
1. Непосредствено след Втората световна война международната общност стартира процес на постепенно преодоляване на неконвертируемостта на основни валути и възстановяване на нормалното парично обращение. Този процес допринесе за премахване на разделението на света на противостоящи политико-икономически зони. Той приключи през 1958 г. с установяване на конвертируемост на валутите на основните индустриални страни, по-специално за нуждите на текущите разплащания.
2. Вторият етап обхваща най-силните години на Bretton Woods-ската ера. Златният еталон определя валутните курсове в развитите страни. Те са фиксирани и устойчиви, макар и да се допуска промяна в златното покритие на отделна валута, респ. на валутните курсове, но след открити и прозрачни действия. Той приключва с разпадането на Bretton Woods-системата и повсеместния отказ от златния еталон през 1973 г. Валутите на развиващите се страни остават неконвертируеми.
3. Третият етап продължава четвърт век и преминава под доминантата на USD. Освободени от оковите на златния стандарт, Централните банки използват възможностите си за практикуване на активна монетарна политика. Невинаги и не навсякъде експериментите са успешни. Заиграването с паричните емисии нерядко завършва с неконтролируема инфлация и разбиване на устойчивите валутни съотношения. Пострадващи са отново страните от развиващия се свят. Разпадането на световната социалистическа система унифицира валутните потребности и ускорява световното движение на капитали. Непредвидимите валутни колизии нанасят сериозни вреди на нововъзникващите пазарни икономики, поради което постепенно се зараждат идеи за стабилизирането на валутните съотношения чрез въвеждане на строги законови ограничения. В търсене на оптимум различни страни въвеждат и прилагат разновидности на валутни режими.
4. Четвъртият етап започва с 1999 г. и със старта на общата валута на преобладаващия брой страни от Европейския съюз – евро (EUR). Страните-членки се убедиха в полезността от възприемането на валута, неподвластна на случайни и непредвидими колебания и в интерес на развитието на икономиките на всички страни-членки. Новата валута евро формира притегателен център и за множеството от периферията европейски страни, перспективни членки на Европейския съюз. Така светът постепенно се насочва към триполюсна световна валутна система с гравитиращи към световните валутни центрове развиващи се страни.

## Критерии за избор на валутен режим
Изборът на валутен режим, т.е. начинът и правилата за определяне на обменния валутен курс, е основен елемент на макроикономическата политика за управление. Важността на този елемент се обосновава от влиянието, което валутният режим оказва върху ефективността на икономическите процеси, особено в малки отворени икономики.
При изборът на валутен режим трябва да се отчитат следните особености:
1. Динамиката на обменния валутен курс въздейства върху международната конкурентоспособност на националната експортна продукция.
Въздействието е предимно в краткосрочен план, но може да окаже решаващо влияние върху икономиката, особено ако тя не е устойчива.
Девалвацията на местната валута води до поевтиняване на експорта на международния пазар, респ. повишаване на неговата конкурентоспособност.
Поевтиняването е следствие от платимите в национална валута производствени разходи, които не са особено чувствителни от промяната на валутния курс, от една страна, и на реализацията на продукцията на международния пазар, където промяната на валутния курс се чувства и се реализира веднага, от друга. При девалвация(официално намаляване на валутния курс на една парична единица спрямо други валути) се оскъпяват и вносните стоки, което намалява тяхната конкурентоспособност на националния пазар и стимулира консумацията на местни стоки.
Обратно, при оскъпяване на местната валута платимите в местна валута производствени разходи остават непроменени, но се намаляват директно приходите от реализацията на продукцията на международния пазар. Вносът, оценен в местна валута, поевтинява и измества консумацията на местни стоки.
Например, нека стока А се произвежда в България и сс предлага на българския и германския пазар. При валутен курс 1 BGN/DEM стоката А се продава по цена 100 BGN на българския пазар и 100 DEM на германския пазар. При тези предположения на производителят на стока А е безразлично дали реализира своята продукция на българския или германския пазар.
Да допуснем, че BGN девалвира спрямо DEM и валутният курс се промени на 1.2 BGN/DEM. Девалвацията не влияе върху цените в краткосрочен план, т.е. стока А продължава да се продава на българския пазар за 100 BGN и на германския пазар за 100 DEM. При трансфера на получения приход от реализацията на стока А от Германия в България (където се извършват разходите за производството на стока А), производителят получава вече не 100 BGN, а 120 BGN (в съответствие с девалвирания курс на българския лев). Реализацията на стока А на германския пазар увеличава своята изгода за българския производител, т.е. българският производител получава допълнителен стимул за износ в Германия. Паралелно с това той може да си позволи да намали цената на стока А на германския пазар до новата равностойност на 100 BGN – той може да си позволи да продава стока А на цена, по-ниска от 100 DEM. Долната граница на цената на стока А на германския пазар е вече не 100 DEM, а 83.4 DEM — при тази цена производителят получава 100 BGN при превод в местната българска валута. Възможностите за понижаване на цената повишават конкурентоспособността на стока А на германския пазар. Ако продължим разсъжденията в тази посока и допуснем, че след девалвацията стока А продължава да се продава в Германия за 100 DM печалбата нараства с 20 лева, които се облагат с данък печалба. Тоест производителят получава същите 100 DM, но плаща по-голям данък поради счетоводно по-голямата стойност на печалбата в левове. Това увеличение се нарича инфлационен данък и по същество означава негласно увеличение на данъчното облагане. Нека разгледаме горният пример от друг ъгъл. При девалвацията на BGN/DM на 1,2 заплатата на работника А, който е получавал преди девалвацията 100 BGN респективно DM седмично спада на 83,4 DM седмично. Пострадват обаче не само заплатите. Всички спестявания намаляват своята стойност с 20% включително и тези под дюшеците и в бурканите. С други думи под благовидната "девалвация с цел стимулиране на икономиката" се крие гигантски обир на спестяванията на хората и фактическо намаляване на доходите. Печелят само тези, които имат заеми в местна валута, а приходи в чужда(стабилна) валута. Тяхната стойност спада с процента на девалвацита. Основните печеливши са тези, които имат вътрешна информация за процента и момента на девалвацията т.е. политиците.
Ако разгледаме събитията в Гърция от 2009-2010 г. ще видим, че правителството им иска да намали заплатите и пенсиите, т.е. само текущите доходи на населението. Спестяванията на тези, които ги имат остават непокътнати, поради факта, че Гърция не може едностранно да девалвира еврото. Тук се намесват „мастити“ икономисти, които съветват Гърция да напусне еврозоната, да се създаде южно евро и тем подобни глупости.
При обратната динамика (ревалоризация и засилване на BGN спрямо DEM) българският износ намалява своята конкурентоспособност на германския пазар, а германският внос увеличава своята конкурентоспособност на българския пазар.
Ефектът от промяната във валутните съотношения е в краткосрочен план, докато в средносрочен и дългосрочен план пропорциите отново се уравновесяват. Девалвираната валута стимулира инфлацията, която води до по-високи номинални разходи за производството, респ. по-висока цена на местния пазар. Идва ред на нова девалвация и цикълът се затваря.
2. Валутният режим формира условия, които да стимулират или ограничават инвестиционната активност, респ. икономическия растеж.
Основен фактор за разгръщане на инвестициона активност е прозрачността на промяна на валутния курс. Ако курсът е подложен и е податлив на спекулативни атаки, неговата динамика става непрогнозируема и хаотична. Тогава всяка производствена инвестиция, която е дългосрочна по своя характер, е обект на изменения и въздействия в обкръжаващата икономическа среда, които биха могли да я обезсмислят. Голяма част от инвестиционните кредити се отпускат и се погасяват в чужда валута и непредвидимостта на промяната на валутния курс увеличава прекомерно много инвестиционния риск. Реакцията на инвеститорите е изчакване и предприемане на действия с повишено внимание, т.е. отлагане във времето на съответната инвестиция, което води до занижаващи се темпове на икономически растеж.
Стабилният валутен курс в условията на глобализиращия се свят, или поне устойчиво предвидимата ѝ динамика, създава условия за сигурност и разгръщане на инвестиционната и икономическа активност. Икономическите агенти са в състояние със значително по-голяма увереност да планират своята дейност, да оценят съответните рискове и да поемат добре премерени рискове.
3. В малка отворена икономика валутният курс е в тясна корелационна зависимост с индекса на потребителските цени.
4. Стабилният валутен курс повишава доверието на населението и икономическите агенти в официалните макроикономически финансови институции.
5. Като своеобразен посредник валутният режим може да смекчи (или обратно — да засили) вътрешни и външни шокове върху икономиката.
6. Валутният режим е свързан с възникването на финансови кризи.